# Diga di Çakmak (Samsun)
La diga di Çakmak è una diga della Turchia. Si trova nella provincia di Samsun.